# Мирослав Бульзацький
Мірослав Анджей Бульзацький (пол. Mirosław Andrzej Bulzacki; нар. 23 жовтня 1951, Лодзь, Польща) — польський футболіст, виступав на позиції захисника.

## Кар'єра гравця
Дорослу футбольну кар'єру розпочав у 1969 році в складі «Лодзі». 7 грудня 1975 року отримав червону картку в програному (0:3) виїзному поєдинку 1/8 фіналу Кубку ЛКС протиданського «Сточновцем», а після поєдинку польська едерація покарала гравця за неспортивну покарання дискваліфікацією вісім матчів. У команді провів понад 10 років, після чого у 1983 році перейшов до іншого клубу з Лодзі — «Старт». 
У 1984 році виїхав до Німеччини, де виступав у західнонімецькому клубі «Герцлаке». Потім декілька сезонів відіграв у клубі «Вегінген». У 1987—1988 роках протягом декількох місяців виступав у нижчоліговому польському клубі «Дозамет» (Нова Суль). У 1988 році знову виступав у «Вегінгені».

## Кар'єра в збірній
У збірній Польщі Мірослав Бульзацький грав з 1973 по 1975 рік, провів 23 матчі. Учасник матчу з Англією в 1973 році на стадіоні Вемблі. Був у заявці збірної на чемпіонаті світу 1974 року, але на поле не виходив.

## Кар'єра тренера
Випускник Автомобільного технікуму в Лодзі. У 1974-1979 роках навчався на Тренерському факультеті в Академії фізичної культури у Варшаві. По завершенні кар'єри гравця розпочав тренерську діяльність. З 1985 році тренував протягом двох років тренував молодіжну команду німецького клубу «Вегінген». Потім відновив кар'єру гравця. У 1988 році повернувся до «Вегінгена», де був граючим тренером першого складу. У 1992 році тренував юніорську команду ЛКС. З 1996 по 1999 рік тренував клуби «Погонь» (Здунська Воля) та «Унії» (Скерневіце). Пізніше став одним з тренерів школи мпортивної майстерності Польщі.

## Політична діяльність
Приєднався до Громадянської платформи. Був кандидатом від цієї партії на виборах до Європарламенту в 2009 році від Лодзинського округу, але до парламенту не потрапив.

## Статистика

### У збірній
| №   | Дата            | Місце         | Суперник   | Результат | Змагання        | Грав   |
| --- | --------------- | ------------- | ---------- | --------- | --------------- | ------ |
| 1.  | 13 травня 1973  | Варшава       | Югославія  | 2–2       | товариський     | 90'    |
| 2.  | 16 травня 1973  | Вроцлав       | Ірландія   | 2–0       | товариський     | 90'    |
| 3.  | 6 червня 1973   | Хожув         | Англія     | 2–0       | квал. ЧС 1974   | 90'    |
| 4.  | 1 серпня 1973   | Торонто       | Канада     | 3–1       | товариський     | 90'    |
| 5.  | 3 серпня 1973   | Чикаго        | США        | 1–0       | товариський     | 90'    |
| 6.  | 5 серпня 1973   | Лос-Анджелес  | Мексика    | 1–0       | товариський     | 90'    |
| 7.  | 8 серпня 1973   | Монтеррей     | Мексика    | 2–1       | товариський     | 90'    |
| 8.  | 10 серпня 1973  | Сан-Франциско | США        | 4–0       | товариський     | 90'    |
| 9.  | 12 серпня 1973  | Нью-Бритен    | США        | 0–1       | товариський     | 90'    |
| 10. | 19 серпня 1973  | Варна         | Болгарія   | 2–0       | товариський     | з 37'  |
| 11. | 26 вересня 1973 | Хожув         | Уельс      | 3–0       | квал. ЧС 1974   | 90'    |
| 12. | 10 жовтня 1973  | Роттердам     | Нідерланди | 1–1       | товариський     | 90'    |
| 13. | 17 жовтня 1973  | Лондон        | Англія     | 1–1       | квал. ЧС 1974   | 90'    |
| 14. | 21 жовтня 1973  | Дублін        | Ірландія   | 0–1       | товариський     | 90'    |
| 15. | 17 квітня 1974  | Льєж          | Бельгія    | 1–1       | товариський     | 90'    |
| 16. | 15 травня 1974  | Варшава       | Греція     | 2–0       | товариський     | до 46' |
| 17. | 1 вересня 1974  | Гельсінкі     | Фінляндія  | 2–1       | квал. Євро 1976 | 90'    |
| 18. | 4 вересня 1974  | Варшава       | НДР        | 1–3       | товариський     | 90'    |
| 19. | 7 вересня 1974  | Вроцлав       | Франція    | 0–2       | товариський     | з 46'  |
| 20. | 26 березня 1975 | Познань       | США        | 7–0       | товариський     | з 61'  |
| 21. | 10 вересня 1975 | Хожув         | Нідерланди | 4–1       | квал. Євро 1976 | 90'    |
| 22. | 8 жовтня 1975   | Лодзь         | Угорщина   | 4–2       | товариський     | з 46'  |
| 23. | 15 жовтня 1975  | Амстердам     | Нідерланди | 0–3       | квал. Євро 1976 | 90'    |

## Досягнення

### У збірній
- Чемпіонат світу
  -  Бронзовий призер (1): 1974